# Charles Charon
Pour les articles homonymes, voir Charon.
Charles Charon est un homme politique français né le 31 mars 1798 à Ludres (Meurthe) et décédé le 19 septembre 1876 à Nancy (Meurthe-et-Moselle).
Notaire à Nancy, il est un opposant à la monarchie de Juillet. Il est député de la Meurthe de 1848 à 1849, siégeant à gauche.

## Sources
- « Charles Charon », dans Adolphe Robert et Gaston Cougny, Dictionnaire des parlementaires français, Edgar Bourloton, 1889-1891 [détail de l’édition]